# 19 Mayıs
19 Mayıs (lett. "19 maggio") è una mahalle del distretto di Kadıköy, nella parte anatolica di Istanbul. È stato fondato nel 1991 dopo essere stato diviso dal quartiere di Kozyatağı.

## Geografia fisica
Esso è confinante con i quartieri di Kozyatağı, Sahrayıcedit, Suadiye, Erenköy e İçerenköy. il quartiere di 19 Mayıs si è sviluppato notevolmente dalla metà degli anni 2010 grazie ai grandi centri commerciali sorti intorno ad esso.

## Origini del nome
Il nome ricorda il 19 maggio 1919, giorno dello sbarco di Mustafa Kemal a Samsun che segna l'inizio della Guerra d'indipendenza turca.

## Monumenti e luoghi d'interesse
L'ospedale psichiatrico di Erenköy e l'ospedale Acıbadem Kozyatağı si trovano in questo quartiere. Il parco più grande è quello dedicato al Prof. Dr. Kriton Curi.

## Infrastrutture e trasporti

### Strade
Esso possiede 4 strade principali: Atatürk, İnönü, Bayar e Şemsettin Günaltay Caddesi. Quest'ultima possiede una fermata dei Dolmuş.